# Prichard (Wirginia Zachodnia)
Prichard – jednostka osadnicza w Stanach Zjednoczonych, w stanie Wirginia Zachodnia, w hrabstwie Wayne.